# Machteld Huber

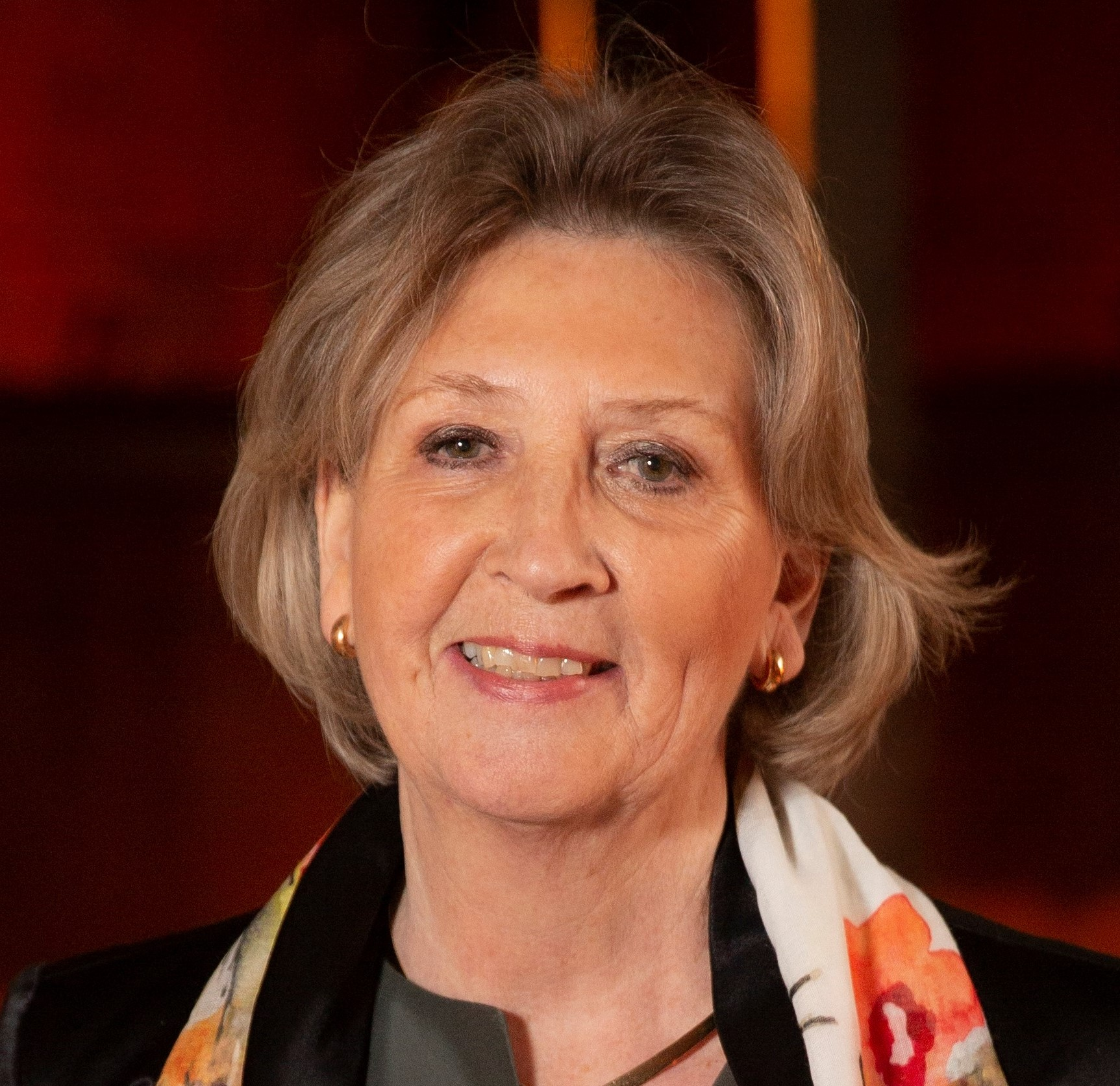
Machteld Huber

Machteld Huber (Apeldoorn, 1951), voormalig huisarts en onderzoeker, is de grondlegger van het gedachtegoed van Positieve Gezondheid. Ze ontwikkelde haar opvattingen en inzichten op basis van haar ervaringen als patiënt, huisarts en therapeut. Huber kreeg verschillende onderscheidingen voor haar werk. 

## Biografie
Machteld Huber studeerde van 1970 tot 1977 geneeskunde aan de Universiteit Utrecht. Aanvankelijk wilde ze tropenarts worden, maar dat veranderde nadat ze in haar studie kennis gemaakt had met het vak wetenschapsfilosofie en met het werk van de psychiater Viktor Frankl en de Israëlische onderzoeker Aaron Antonovsky in het bijzonder. Uit hun onderzoek naar overlevenden van de concentratiekampen bleek een effect van zingeving op gezondheid en welbevinden. Dit inspireerde Huber om zich in te zetten voor het verkrijgen van meer aandacht voor factoren die gezondheid en welbevinden stimuleren binnen de gezondheidszorg in Nederland. Na een tussenjaar waarin ze filosofie studeerde, rondde Huber in 1983 haar opleiding tot huisarts af aan de Vrije Universiteit Amsterdam. 
Tussen haar 30e en 35e levensjaar werd Huber getroffen door vier verschillende, ingrijpende ziektes. Ondertussen werkte ze op verschillende locaties als waarnemend huisarts. Haar ervaringen als huisarts èn als patiënt bevestigden haar idee dat zingeving meer aandacht moet krijgen in de gezondheidszorg, evenals de relatie tussen lichaam en geest. Zodra Huber voldoende hersteld was, ging ze werken als arts en gestalttherapeut voor kwetsbare cliënten, vaak met ernstig psychotrauma en/of chronische verslaving. 
Vanaf 1986 combineerde Huber haar werk als medisch behandelcoördinator van een drugstherapeutisch centrum met haar werkzaamheden als onderzoeker bij het Louis Bolk Instituut. Daar was ze onder andere projectleider van een onderzoeksproject in opdracht van het ministerie van landbouw naar mogelijke gezondheidseffecten van biologische voeding bij kippen. De significante onderzoeksresultaten mochten echter niet gepubliceerd worden; ze zouden niet binnen de politieke agenda passen en er zou geen werkzame definitie van gezondheid zijn. Huber ontwikkelde in samenwerking met Gezondheidsraad en ZonMw en op basis van gesprekken met zorgprofessionals en patiënten een nieuwe omschrijving van het concept gezondheid. Deze dynamische omschrijving gaat niet uit van ziekte, maar van functioneren, kwaliteit van leven en hanteert een holistisch mensbeeld met aandacht voor zowel fysieke als mentale en sociale aspecten. Ze wist de belangstelling bij anderen te wekken voor haar benadering, initieerde onderzoek en richtte het instituut voor Positieve Gezondheid (iPH) op. Huber doceerde ook aan de opleiding tot antroposofisch arts en was bestuurslid van de Nederlandse Vereniging van Antroposofische Artsen.

## Gezondheidsdefinitie
Op initiatief van Huber organiseerden ZonMw en de Gezondheidsraad in 2009 een internationale conferentie over de gezondheidsdefinitie van de Wereldgezondheidsorganisatie (WHO) uit 1948. De vraag was of deze nog houdbaar was en wat eventueel een betere definitie van gezondheid zou zijn. Tijdens de conferentie werd als nieuwe omschrijving voorgesteld:
Health as the ability to adapt and self manage, in the face of social, physical and emotional challenges
te vertalen als
Gezondheid als het vermogen om je aan te passen en je eigen regie te voeren in het licht van fysieke, emotionele en sociale uitdagingen van het leven
Een artikel over de voorgestelde omschrijving werd gepubliceerd in het British Medical Journal. In 2012 kreeg Huber voor haar werk de ZonMw-parel. De geldprijs daaraan verbonden vormde de start van een omvangrijk onderzoek naar het draagvlak en de toepasbaarheid van de nieuwe omschrijving van gezondheid. Dat leidde in 2014 tot een promotie aan de Universiteit van Maastricht.

## Stichting
In 2015 richtte Huber de stichting Institute for Positive Health (iPH) op. Het doel van deze stichting is de beweging die ontstaan is rond het concept Positieve Gezondheid te stimuleren en het gedachtegoed verder te ontwikkelen en te verspreiden, zowel in overheidsbeleid, praktijk, onderzoek als in het onderwijs. Het iPH deelt kennis over Positieve Gezondheid en ondersteunt professionals en organisaties bij het implementeren van dit gedachtegoed. In 2020 bundelden de stichting en de netwerkorganisatie Alles is Gezondheid hun krachten met Huber als strategisch adviseur.

## Onderscheidingen
Naast de ZonMw-parel ontving Huber meer onderscheidingen voor haar werk. In 2015 werd ze uitgeroepen tot de meest invloedrijke persoon in de publieke gezondheid. In 2021 volgde de benoeming tot officier in de Orde van Oranje-Nassau vanwege haar bijdrage aan de bevordering van gezondheid. Diverse media besteedden aandacht aan haar werk.